# 崖县扁担杆
崖县扁担杆（学名：Grewia chuniana）为椴树科扁担杆属下的一个种。

## 扩展阅读
- 維基物種上的相關：崖县扁担杆